# Kittelsthal
Kittelsthal is een dorp in de Duitse gemeente Ruhla in het Wartburgkreis in Thüringen. Het dorp wordt voor het eerst genoemd in 1253. In  maart 1994 gingen Thal en Kittelsthal samen en gingen twee maanden later op in de gemeente Ruhla. 